# Noël Valois
Noël Valois (París, 4 de mayo de 1855 - París, 11 de noviembre de 1915) fue un historiador francés especializado en la Francia medieval, muy singularmente en el Cisma de Occidente.
Nieto del escultor Achille Valois, Noël Valois estudió Lycée Louis-le-Grand. Ingresó en la École Nationale des Chartes en 1875, donde defendió sus tesis sobre Guillermo de Auvernia en 1879. Poco después, en 1881, entró a trabajar en los Archivos Nacionales.
La Académie des Inscriptions et Belles-Lettres le confirió el Prix Gobert en reconocimiento a su obra sobre el Consejo de Estado en la época de Enrique IV de Francia (1889). El 28 de octubre de 1893 renunció a su cargo en los Archivos Nationales para dedicarse plenamente a la investigación. Fue elegido miembro de la Académie des Inscriptions et Belles-Lettres el 23 de mayo de 1902, en sustitución de Jules Girard. Ocupó una cátedra en el Institut de France en 1913. Fue miembro corrrespondiente de las academias de Bolonia y Múnich.

## Obras
- Guillaume d'Auvergne, évêque de Paris, 1228-1249 : sa vie et ses ouvrages, 1880.
- Étude sur le rythme des bulles pontificales, 1881.
- Cartulaires de l'abbaye de Notre-Dame-des-Prés de Douai, 1881.
- "La Revanche des frères Braque : notes sur la révolution parisienne de 1356-58", Mémoires de la Société de l'histoire de Paris et de l'Île-de-France, 1883.
- Inventaire des arrêts du Conseil d'État (règne de Henri IV), 1886-1893.
- Le Gouvernement représentatif en France au XIVe siècle: Étude sur le Conseil du Roi pendant la captivité de Jean le Bon, 1885.
- Le Conseil de raison de 1597, 1885.
- Étude historique sur le Conseil du Roi, 1886.
- Le Privilège de Châlo-Saint-Mars, 1887, online
- Le Rôle de Charles V au début du Grand Schisme (1378), Paris, 1887.
- Le Conseil du roi aux XIVe, XVe et XVIe siècles, Paris, 1888.
- "Raymond de Turenne et les papes d'Avignon (1386–1408)", Annales du Bulletin de la Société d'Histoire de France, 1889.
- L'élection d'Urbain VI et les origines du Grand Schisme d'Occident, 1890.
- Louis I.er, duc d'Anjou et le Grand Schisme d'Occident (1378-1380), 1892.
- Une ambassade allemande à Paris en 1381, 1892.
- "Le Projet  de mariage entre Louis de France et Catherine de Hongrie et le voyage de l'empereur Charles IV à Paris", Bulletin de la Société d'Histoire de France, 1893.
- "La Situation de l'Église au mois d'octobre 1378", Mélanges Julien Havet, 1895.
- Un poème de circonstance composé par un clerc de l'Université de Paris (1381), 1895.
- La France et le Grand Schisme d'Occident, T. I et II, Paris, 1896-1901.
- La prolongation du Grand Schisme d'Occident au XVe siècle dans le midi de la France, pp. 163-175, 1899.
- "Jeanne d'Arc et la prophétie de Marie Robine", Mélanges offerts à P. Fabre, 1902.
- Histoire de la pragmatique sanction de Bourges sous Charles VII, 1906.
- "Un nouveau témoignage sur Jeanne d'Arc", Bulletin de la Société de l'Histoire de France, 1907.
- La Crise religieuse du XVe siècle : Le pape et le concile (1418-1450), 1909.
- Encyclopædia Britannica (XIe édition), 1911.  "Basel, Confession of," "Benedict XIII. (anti-pope)," etc.
- Le Procès de Gilles de Rais, 1913.
- Vassy, 1914.